# Rytigynia nodulosa
Rytigynia nodulosa là một loài thực vật thuộc họ Rubiaceae. Đây là loài đặc hữu của Tanzania.